# Haryana Vikas Party
Die Haryana Vikas Party (HVP, „Fortschrittspartei von Haryana“) war eine politische Partei, die zwischen 1991 und 2004 im indischen Bundesstaat Haryana aktiv war.

## Parteigeschichte
Die Partei wurde 1991 vom ehemaligen Chief Minister von Haryana Bansi Lal als Abspaltung von der Kongresspartei gegründet. Dem vorausgegangen waren interne Machtkämpfe in der lokalen Parteiorganisation der Kongresspartei in Haryana. Die schwache Führung der Kongresspartei in Delhi unter Rajiv Gandhi war nicht in der Lage, den Konflikt zu lösen, so dass Bansi Lal schließlich mit seinen Anhängern in Haryana eine neue Partei gründete. In Haryana standen sich damit drei „Lals“ gegenüber – Bansi Lal (HVP), Bhajan Lal (Kongress) und Devi Lal (anfangs Janata Dal, später Haryana Lok Dal/Indian National Lok Dal, INLD) – alle drei aus der einflussreichen Volksgruppe der Jats.
Bei der Parlamentswahl in Haryana 1996 verbündete sich die HVP mit der Bharatiya Janata Party (BJP) und wurde mit 33 von 90 Wahlkreisen zur stärksten Partei im Parlament von Haryana. Bansi Lal wurde zum Chief Minister in einer Koalitionsregierung von HVP und BJP gewählt. Auch bei den gesamtindischen Parlamentswahlen 1996 und 1998 traf die HVP mit der BJP in Haryana Wahlabsprachen und gewann 3 bzw. einen der 10 Wahlkreise von Haryana. Nachdem Gerüchte über einen bevorstehenden Anschluss der HVP an die Kongresspartei kursierten, zerbrach die Koalition aus BJP und HVP am 22. Juni 1999. Daraufhin kam es zur Bildung einer Koalitionsregierung aus BJP und Indian National Lok Dal (INLD) und Om Prakash Chautala (INLD) wurde neuer Chief Minister von Haryana.
Bei den indischen Parlamentswahlen 1999 und 2004 gewann die HVP keinen Wahlkreis und bei der Parlamentswahl in Haryana 2000 nur noch 5,5 % der Stimmen und 2 von 90 Wahlkreisen.
Am 14. Oktober 2004 wurde der Wieder-Anschluss der HVP an die Kongresspartei bekanntgegeben.

## Wahlergebnisse
In der folgenden Tabelle sind die Wahlergebnisse in Haryana und bei gesamtindischen Wahlen aufgelistet.
| Jahr | Wahl                           | Stimmen | Parlamentssitze |
| ---- | ------------------------------ | ------- | --------------- |
| 1991 | Parlamentswahl in Haryana 1991 | 12,54 % | 12/90           |
| 1991 | Wahl zur Lok Sabha 1991        | 0,12 %  | 1/521           |
| 1996 | Parlamentswahl in Haryana 1996 | 22,66 % | 33/90           |
| 1996 | Wahl zur Lok Sabha 1996        | 0,35 %  | 3/543           |
| 1998 | Wahl zur Lok Sabha 1998        | 0,24 %  | 1/543           |
| 1999 | Wahl zur Lok Sabha 1999        | 0,05 %  | 0/543           |
| 2000 | Parlamentswahl in Haryana 2000 | 5,5 %   | 2/90            |
| 2004 | Wahl zur Lok Sabha 2004        | 0,13 %  | 0/543           |